# Dido abandonada (Piticchio)
Dido abandonada (Didone Abbandonata en italiano) es una ópera de tres actos del compositor Francesco Piticchio con libreto de Pietro Metastasio. Fue estrenada en 1780 en Parma, Italia y se conoce que ha habido más  representaciones posteriores en diferentes partes de Europa como por ejemplo en 1784 en Braunschweig, Alemania. Se tiene poca información a cerca del personal que realizó su ópera pero en la segunda representación en 1784 la música fue interpretada por la compañía de ópera de Michele Patrassi y Luigi Simoni a los que enseñó clases de chémbalo.   

## Argumento
La acción se desarrolla en Cartago. 
Dido, antes llamada Elisa, sufre la pérdida de su marido Siqueo pues es asesinado por su hermano, Pigmalión, rey de Tiro debido a que custodiaba un gran tesoro. Después del asesinato tiene que huir a otro lugar con dicho tesoro y lleva consigo un cortejo de damas pues su hermano le está buscando. Llegó a las costas de África y convenció al rey de los libios para que le proporcionase una tierra que llevaría el nombre de Cartago, anteriormente Brisa. El nombre Cartago significa Ciudad Nueva. El rey de los moros, Jarbas quiere conquistarla pero esta se niega y le pone de excusa que quiere guardar el luto de su marido. Por lo tanto, Jarbas se hará pasar por embajador de él mismo llamándose, Arbace.
En otro plano, se encuentra Eneas en Troya, su ciudad natal, esta ha sido destruida anteriormente por los griegos y al partir hacia Italia es arrastrado por una tempestad hasta África.  Allí lo recoge Dido y esta queda prendada de él de una manera exacerbada. 
Este amor "falso" viene dado por Cupido que es enviado por Venus, madre de Eneas, para que pudiera abastecerse. Con el tiempo Eneas se enamorará de Dido verdaderamente. 
A Eneas, los dioses le habían encomendado la misión de llegar a Italia de donde resurgiría una Nueva Troya. Con toda esta prisa debe abandonar a Dido.
El abandono de Eneas provoca que Dido acabe su vida con el suicidio. 
A partir de ahí comienza el odio de Cartago a Roma.

## Personajes
| Personaje                                              | Voz      |
| ------------------------------------------------------ | -------- |
| Dido, reina de Cartago                                 | soprano  |
| Eneas, troyano                                         | tenor    |
| Jarbas, rey de los moros (Arbace)                      | tenor    |
| Selene, hermana de Dido, enamorada en secreto de Eneas | soprano  |
| Araspe, confidente de Jarbas y enamorado de Selene     | bajo     |
| Osmida, confidente de Dido                             | castrato |

El reparto de esta ópera es desconocido hasta el momento, por lo tanto solo se conoce como referencia de otras óperas creadas con el mismo libreto la voz que interpreta cada personaje. En cada representación de esta ópera, las voces varían según los actores o actrices que lo interpretan. El personaje de Eneas a veces era representado por un castrato y el de Osmida por un bajo, entre otros muchos cambios. La tabla anterior se basa en la ópera de Joshep Schuster.